# Casimiro Torres
Casimiro Luis Torres Valdes (* 1. Januar 1906 in Santiago de Chile, † unbekannt), oder kurz Casimiro Torres, war ein chilenischer Fußballspieler auf der Position eines Mittelfeldspielers. Er war zuletzt für den Hauptstadtklub Everton de Viña del Mar und die chilenische Fußballnationalmannschaft aktiv.

## Karriere

### Verein
Seine Vereinskarriere verbrachte Torres, der auf der Position eines rechten Außenläufers agierte, in seiner chilenischen Heimat. Er stand im Jahr 1930 im Kader des Vereins Everton. Vermutlich gewann er hier im Jahr 1931 auch seinen einzigen Titel. Weitere Informationen zu seiner Karriere geben die Quellen, wie zu vielen Spielern aus dieser Zeit, jedoch nicht her.

### Nationalmannschaft
Torres wurde von Nationaltrainer György Orth in das Aufgebot der Südamerikaner zur Fußball-Weltmeisterschaft 1930 in Uruguay berufen. Hier bildete er zusammen mit Guillermo Saavedra und Arturo Torres das Mittelfeld der Chilenen und kam in zwei WM-Spielen, gegen Frankreich (1:0) und Argentinien (3:1), zum Einsatz. Im Spiel gegen Argentinien am 22. Juli 1930 bestritt er sein zweites und gleichzeitig letztes Länderspiel.